# Дом Милутина Миланковича
Дом Милутина Миланковича (серб. Кућа Милутина Миланковића) — Памятник культуры Белграда. Находится на территории городского района Палилула, на улице Любомира Стояновича 9.
Дом построен в 1927 году в рамках в то время создаваемой «Профессорской колонии». На территории колонии с 1926 года шло строительство жилых домов за счет средства выгодных кредитов Управления фондов, причем в первое время владельцами домов являлись только сотрудники Белградского университета.
Профессорская колония с радиальным расположением улиц и полукруговой площадью следила за современными градостроительными идеями третьего десятилетия 20 века, то есть идеи садово-парковых городов. Колония предполагала, наряду с унифицированным межеванием, в том числе относительно унифицированный тип построек. Большая часть зданий в Профессорской колонии была построена на основании типовых проектов, которые в начале 1926 года разработали архитекторы Светозар Йованович, Михаило Радованович и Петр Крстич.
Проект дома Милутина Миланковича так же подписали архитекторы Йованович, Радованович и Крстич. Эта скромная вила особняк была похожа на другие дома на территории Профессорской колонии. Фасады решены просто, в архитектурно-градостроительном смысле значение здания заключается в том, что является представителем идеи о колониях, то есть о садово-парковых городах.
Самое большое значение дома заключается в том, что в ним жил Милутин Миланкович (1879—1958) знаменитая фигура, не только мировой, а и мировой науки, профессор и академик, проявляющий интерес в разных областях: математики, строительных конструкций и реформы Юлианского календаря, а также знаменитых геофизических теорий, таких как астрономическая теория ледниковых периодов. Ему в честь один кратер на Луне получил его имя, а также одни астероид в Солнечной системе.
Единственное свидетельство о том, что в этом доме жил и работал Милутин Миланкович является мемориальная доска, поскольку наследники в нем не живут.